# متوالية (طب)
في الطب، المتوالية (بالإنجليزية: Sequence)‏ هي سلسلة من الحوادث المترتبة الناتجة عن سبب واحد.
تختلف المتوالية عن المتلازمة بكون تسلسليتها قابل للتوقع بشكل أكبر. مثلا، أ يؤدي إلى ب ثم ب يؤدي إلى ج ثم ج يؤدي إلى د، ولا يمكن أن يؤدي ب إلى د دون رؤية ج. علما، أن في كثير من المصادر الأقل رسمية، يستعمل لفظ المتلازمة عوضا عن المتوالية.

## أمثلة على المتواليات
- متلازمة بوتر أو متوالية قلة الصاء أو متوالية قلة السائل السلوي.[3][4]
- متوالية بيير روبين[5]
- متوالية بولاند[6]